# تشارلز دالتون
تشارلز دالتون هو سياسي كندي، ولد في 9 يونيو 1850 في كندا، وتوفي بنفس المكان في 9 ديسمبر 1933. حزبياً، نشط في حزب المحافظين التقدمي لجزيرة الأمير إدوارد. انتخب Lieutenant Governor of Prince Edward Island ‏ (1930 – 1933).